# Kia Potentia
Kia Potentia – samochód osobowy klasy wyższej produkowany pod południowokoreańską marką Kia w latach 1992 – 2002.

## Historia i opis modelu

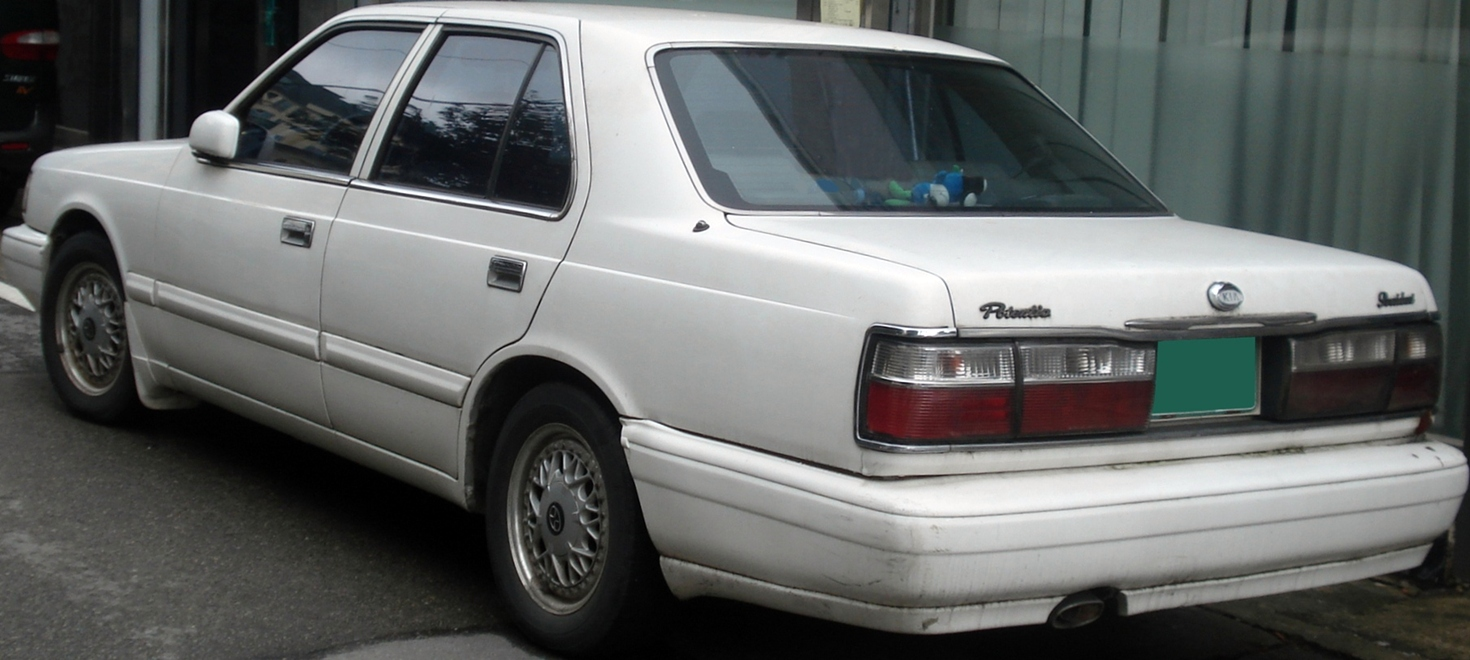
Kia Potentia - tył

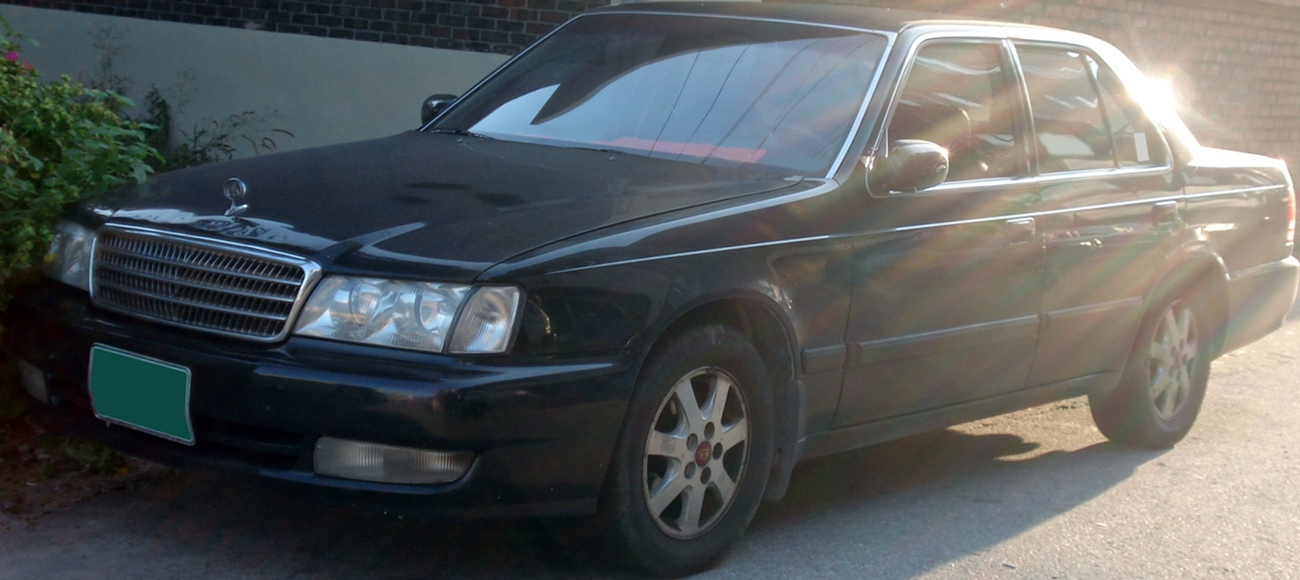
Kia Potentia po liftingu

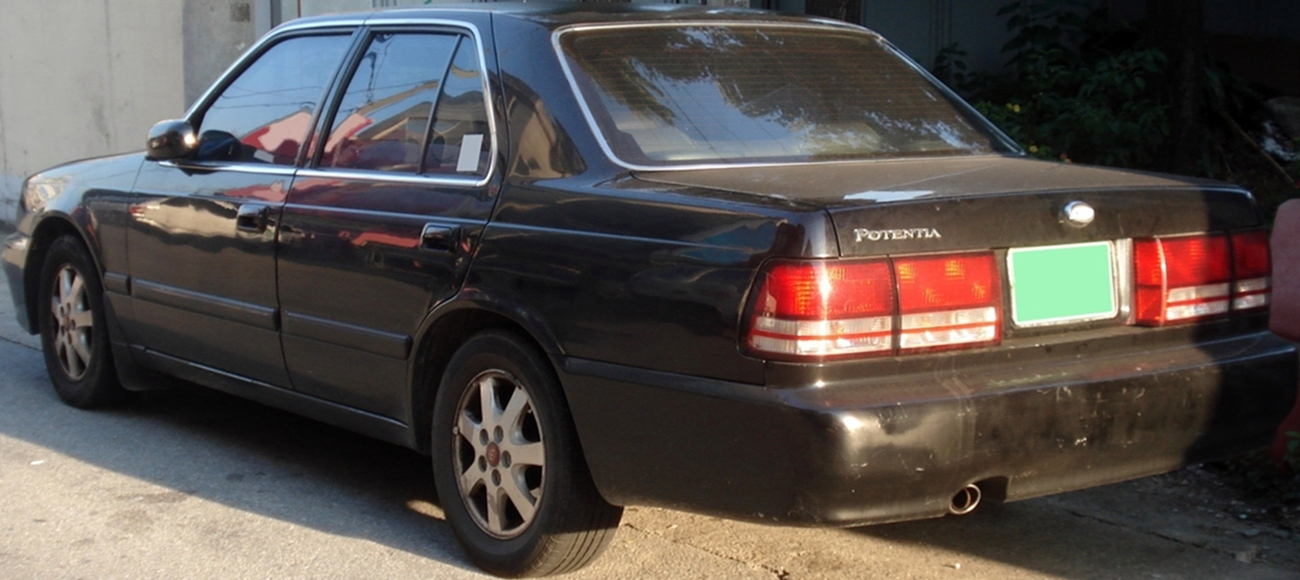
Kia Potentia - tył po liftingu

W kwietniu 1992 roku Kia zdecydowała się poszerzyć swoją ofertę modelową na wewnętrznym rynku Korei Południowej o limuzynę plasującą się powyżej modeli Concord i Capital. Samochód stanowił odpowiedź na podobnej wielkości konkurencyjne modele Daewoo i Hyundaia i był sztandarowym pojazdem w ówczesnym portoflio producenta.
Podobnie jak inne modele z tego okresu, Kia Potentia powstała w ramach współpracy z japońską Mazdą. Samochód był bliźniaczą odmianą wytwarzanej w latach 1986–1991 piątej generacji modelu Luce.
Wzorem japońskiego pierwowzoru, Kia Potentia była samochodem tylnonapędowym. Samochód otrzymał unikalną stylizację przedniej oraz tylnej części nadwozia, zyskując zmodyfikowany kształt reflektorów i lamp, a także dużą chromowaną atrapę chłodnicy.

### Lifting
W maju 1997 roku Kia Potentia przeszła obszerną restylizację, w ramach której pojazd zyskał nowe, bardziej agresywnie ukształtowane i niżej usadzone reflektory, a także większą atrapę chłodnicy. Zmienił się także wkłady tylnych lamp zyskując nowy układ żarówek. Producent zastosował też nowe wzory zderzaków.
Pomimo prezentacji nowszego modelu Enterprise w 1997 roku, Potentia była produkowana równolegle przez kolejne 5 lat jako tańsza alternatywa. Produkcja pojazdu ostatecznie zakończyła się w 2002 roku.

### Silniki
- L4 2.0l Mazda
- L4 2.2l Mazda
- V6 3.0l Mazda